# Eliza Farnham

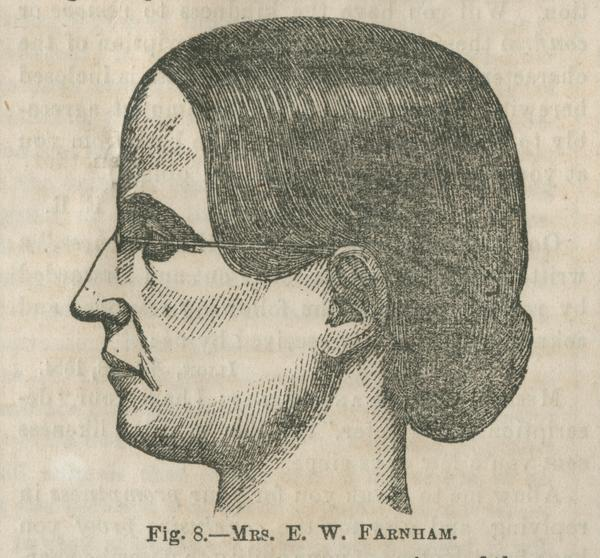
Eliza Farnham (um 1857)

Eliza Wood Burhans Farnham (* 17. November 1815 in Rensselaerville, New York; † 15. Dezember 1864 in New York City) war eine US-amerikanische Autorin und Gesellschaftsreformerin, die sich zum einen als Befürworterin von Gefängnisreformen und zum anderen für ihre Theorie einer Überlegenheit des weiblichen Geschlechts gegenüber dem männlichen einen Namen machte.

## Leben
Eliza Burhans wurde im November 1815 in Rensselaerville im Bundesstaat New York als eines von fünf Kindern von Mary Wood und Cornelius Burhans geboren. Ihr Vater ist historisch kaum greifbar, ihre Mutter war Quäkerin und starb 1820, woraufhin die Kinder zu verschiedenen Verwandten gegeben wurden. Eliza wuchs so bei einer Tante in Maple Springs im Westen des Bundesstaates auf. Ihre Pflegeeltern beschrieb sie später als lieblos, und bald suchte sie Zuflucht in Büchern und der Natur. Ihre atheistische Tante gilt dennoch heute als Haupteinfluss für ihren eigenen, sich später deutlich zeigenden Atheismus. 1836 zog Burhans zusammen mit einem Bruder nach Illinois zu einer dort lebenden Schwester. Wenig später heiratete sie in ihrer neuen Heimat den Publizisten Thomas J. Farnham, mit dem sie die nächsten fünf Jahre im ländlichen Teil des Bundesstaates lebte und drei Kinder bekam, von denen nur eins die Kindheit überlebte. Das Gebiet gehörte damals noch zur Frontier, also dem Grenzland zwischen der „Wildheit“ der Alten Welt und US-amerikanischer Zivilisation.
1841 zog die Familie zurück in den Bundesstaat New York in das kleine Dorf Washington Hollow, wo sich offenbar die Wege des Ehepaars trennten, ohne dass eine Scheidung eingeleitet wurde. Während ihr Ehemann als Siedler in Kalifornien sein Glück versuchte, blieb Farnham in New York und wurde dort Matrone des Frauentrakts des Gefängnis Sing Sing, wo sie sich als progressive Gefängnisreformerin einen Namen machte. Ihre Leitlinien war dabei die Einführung eines höflichen, freundlichen Umgangs mit den Insassinnen und eine Verbesserung der Lebensbedingungen im Gefängnis. Diese Reform verband sie mit einem festen Glauben an die Lehre der Phrenologie. 1846 gab sie begleitend zu ihrem Reformprogramm Marmaduke Blake Sampsons phrenologische Schrift Rationale of Crime and Its Appropriate Treatment heraus. Im Jahr 1848 verließ sie nach einer Kontroverse über die Sinnhaftigkeit ihrer Reformen Sing Sing und zog nach Boston, wo sie in Zusammenarbeit mit Samuel Gridley Howe kurzzeitig am New England Asylum for the Blind arbeitete. Nur wenige Monate später siedelte sie nach Kalifornien um, nachdem ihr Ehemann gestorben war und dort Landbesitz hinterlassen hatte.
In Kalifornien lebte Farnham mit ihren damals noch zwei lebenden Söhnen und ihrer früheren Assistenten im Sing-Sing-Gefängnis, Georgiana Bruce, auf einem 200 Acre großen Landstück mit Haus, das Farnham Rancho La Libertad nannte. 1852 heiratete sie einen gewissen William Fitzpatrick, der sich als gewalttätig entpuppte und den sie deshalb verließ. 1856 wurde die Ehe geschieden; ein während der Ehe geborenes Kind verstarb früh. In Kalifornien intensivierte Farnham ihre Bemühungen um eine Laufbahn als Autorin, die sie bereits 1846 mit dem erfolgreichen Buch Life in Prairie Land begonnen hatte, in dem sie vom harten Leben an der Frontier in Illinois erzählt hatte. In Kalifornien tat sie sich hauptsächlich als scharfe Beobachterin der kalifornischen Gesellschaft hervor, die noch stark vom Siedlergeist geprägt war und fast gänzlich aus Männern bestand. Die von ihr attestierte Derbheit dieser Gesellschaft führte sie auf den fehlenden Einfluss von Frauen zurück, wie sie in ihrer Schrift California, In-doors and Out (1856) argumentierte. In einem 108 Seiten langen Appendix berichtete sie über das Schicksal der Donner Party, einer Gruppe von etwas mehr als 80 Siedlern, die 1846 auf dem Weg nach Kalifornien in Nevada vom Winter überrascht wurden, was zum Tod von über einem Drittel der Siedler geführt hatte. Dem damals oft hervorgehobenen Umstand, dass die Frauen in der Gruppe die widrigen Umstände offenbar besser wegsteckten als viele Männer, nutzte Farnham für das Argument, dass Frauen den Männern überlegen seien.
1856 kehrte sie nach New York zurück, wo sie eine Ausbildung zur Medizinerin begann.  Zwischen 1859 und 1862 kehrte sie als Matronin des Stockton Insane Asylum nach Kalifornien zurück, um danach wieder nach New York zu ziehen. Dort tat sie sich verstärkt als Autorin hervor. Zunächst verfasste sie 1859 ihre fiktionalisierte Autobiografie My Early Days, die fünf Jahre später unter dem Titel Eliza Woodson; or, The Early Days of One of the World’s Workers veröffentlicht wurde. Ihr zweibändiges Hauptwerk Woman and Her Era erschien ebenfalls 1864. Zum einen führte sie dort ihre atheistischen Ideen aus, zum anderen argumentierte sie für ihre Theorie einer Überlegenheit des weiblichen Geschlechts, das sie damit begründete, dass Frauen im Gegensatz zu Männern in der Lage seien, Kinder zu gebären. Davon ausgehend pflegte sie in diesen Jahren ein ambivalentes Verhältnis zur Suffragettenbewegung, in deren Rahmen sie zwar für ihre Idee der Überlegenheit der Frau eintrat, deren Ziel – politische Gleichberechtigung – sie aber als zu tiefstapelnd empfand.
Während des Amerikanischen Bürgerkriegs tat sich Farnham als Mitglied der unionistischen Women’s Loyal National League sowie als Abolionistin hervor. Als ausgebildete Medizinerin pflegte sie während und nach der Schlacht von Gettysburg verwundete Soldaten der Nordstaaten, wodurch sie sich mit Tuberkulose infizierte. Sie verließ daher das Schlachtfeld und reiste nach New York City, wo sie im Dezember 1864 an den Folgen der Erkrankung im Alter von 49 Jahren verstarb. Posthum erschien 1865 ihre Schrift The Ideal Attained, in der sie fiktionalisiert ihre Thesen über Frauen und Männer als Geschlechter darstellte.

## Werke
Als Autorin
- Life in Prairie Land. Harper, New York 1846.
  - Neuaufgelegt 2003 mit einem Vorwort von John Hallwas. University of Illinois Press, Urbana / Chicago 2003. ISBN 978-0-252-06039-7.
- California, In-doors and Out. Dix, Edwards & Company, New York 1856.
- Eliza Woodson; or, The Early Days of One of the World’s Workers. A. J. Davis & Co., New York 1864.
- Woman and Her Era. Zwei Bände. A. J. Davis & Co., New York 1864.
- The Ideal Attained. C. M. Plumb, New York 1865.

Als Herausgeberin
- Marmaduke Blake Sampson: Rationale of Crime and Its Appropriate Treatment. Illustriert und annotiert von Eliza Farnham. D. Appleton & Co., New York 1846.